# Early summer rain
『Early summer rain』（アーリー・サマー・レイン）は、SOPHIAの2枚目のシングル。トイズファクトリーから1996年5月21日にリリースされた。前作『ヒマワリ』から約1か月でのリリースである。

## 収録曲
1. Early summer rain (4:11)
作詞:松岡充、作曲:豊田和貴
2. ブラウンカン ライフ (4:45)
作詞:松岡充、作曲:都啓一&松岡充
3. Early summer rain (Instrumental) (4:09)

## 楽曲の収録アルバム
- Kiss the Future (#1、アルバム・バージョン)
- THE SHORT HAND〜SINGLES COLLECTION〜 (#1)
- ALL 1995〜2010 (#1, #2)
- ALL SINGLES「A」 (#1)
- ALL B-SIDES「B」 (#2)